# Великая Болгария (политика)
Вели́кая Болга́рия (болг. Велика България) — болгарская политическая концепция, появившаяся после Берлинского трактата 1878-го года, согласно которой земли, населённые болгарами, должны быть объединены в составе болгарского национального государства. Связана с историей Болгарии (Первое Болгарское царство и Второе Болгарское царство) (681—1394). Включаются современная Болгария, Вардарская Македония, Эгейская Македония, Беломорская Фракия, Одринская Фракия, Северная Добруджа, Тимошко, Южная Морава, Западная болгарская окраина.
Ирредентизм и национализм приобрели популярность в Болгарии после русско-турецкой войны 1877—1878 и подписания Сан-Стефанского мирного договора. Создание Болгарии побудило болгарских националистов поднять вопрос о границах Болгарии. Вразрез с решением Берлинского конгресса часть территорий пришлось вернуть Османской империи. 6 сентября 1885 года, вопреки планам России, Болгария и автономная турецкая провинция Восточной Румелии объявили о своём объединении в городе Пловдив. В Австро-Венгрии этот акт также породил недовольство, поскольку усиление Болгарии угрожало австрийскому влиянию на Балканах. Австро-Венгрия подстрекала Сербию вступить в войну с ещё неокрепшей Болгарией, обещая Сербии территориальные приобретения в Западных Балканах. 14 ноября 1885 года Милан Обренович, князь Сербии, объявил войну Болгарии. Он надеялся, что в войну на его стороне вступит Османская империя. Но Турция не захотела вмешиваться в этот конфликт, не в последнюю очередь из-за дипломатического давления на неё со стороны России. После сербско-болгарской войны, в которой Болгария одержала победу, было признано объединение Болгарии. Итогом войны явилось признание европейскими государствами акта об Объединения Болгарии.
В начале XX века между Сербией, Грецией, Турцией и Болгарией разгорается борьба за Македонию. В ходе Первой, Второй Балканских войн Македония была разделена между Сербией и Грецией. Также после поражения во Второй Балканской войне Болгария потеряла Южную Добруджу, которую захватила Румыния, а также ряд территорий во Фракии.
В ходе Первой мировой войны Болгария выступила на стороне Германии и первоначально смогла вернуть все утраченные территории. Турция добровольно передала Болгарии территорию во Фракии. была возвращена Южная Добруджа, которая несколькими годами ранее перешла в состав Румынии по Бухарестскому мирному договору 1913 года, Македония была оккупирована болгарскими войсками в ходе сербской кампании. Однако, в конечном счёте потерпев поражение в Первой мировой войне, Болгария была вынуждена вернуть все занятые территории.
Перед Второй мировой войной Болгария по Крайовскому договору вернула себе Южную Добруджу. В ходе Второй мировой войны была создана Великая Болгария, в состав которой были включены территории Югославии, Греции, Румынии. Эти территориальные приобретения были осуществлены при поддержке нацистской Германии, поскольку Болгария была союзницей стран Оси. После Второй мировой войны все захваченные территории (кроме Южной Добруджи) были отобраны у Болгарии.
В последующее время не было сколь-либо значительных предпосылок для возвращения территорий соседних государств (Македония (область), Восточная Македония и Фракия) в состав Болгарии. Правящие верхи Болгарии не предъявляют каких-либо территориальных претензий к соседям. Болгарское общество надеется, что членство в Европейском союзе даст возможность этническим болгарам вне государственных границ Болгарии наладить культурные связи с отечеством. Уже несколько сот тысяч граждан соседних Болгарии государств подали документы на болгарское гражданство.

## Карты

Болгария во времена Симеона Великого (893—927)
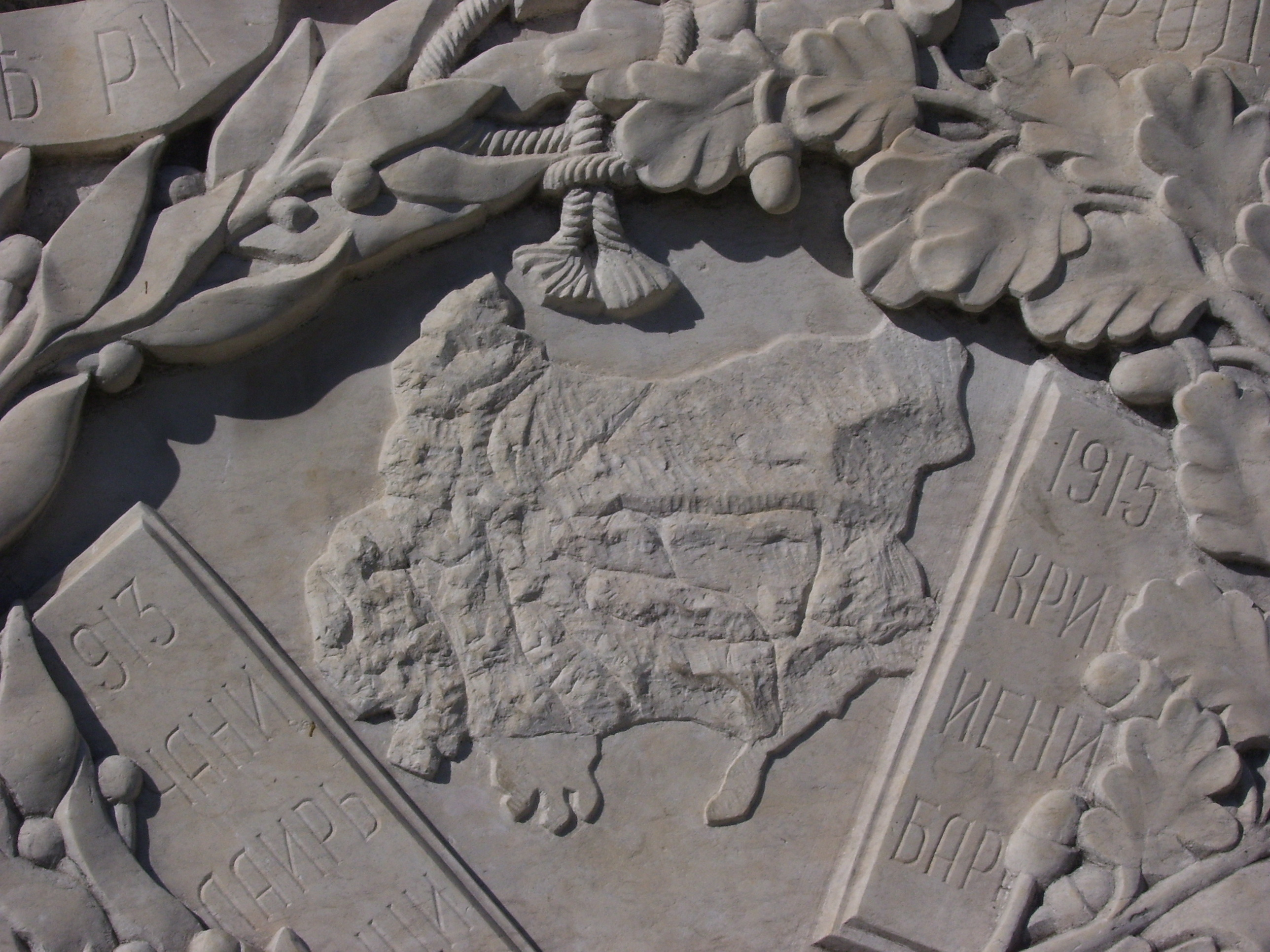
Карта великой Болгарии на солдатской могиле в центре города Кюстендил
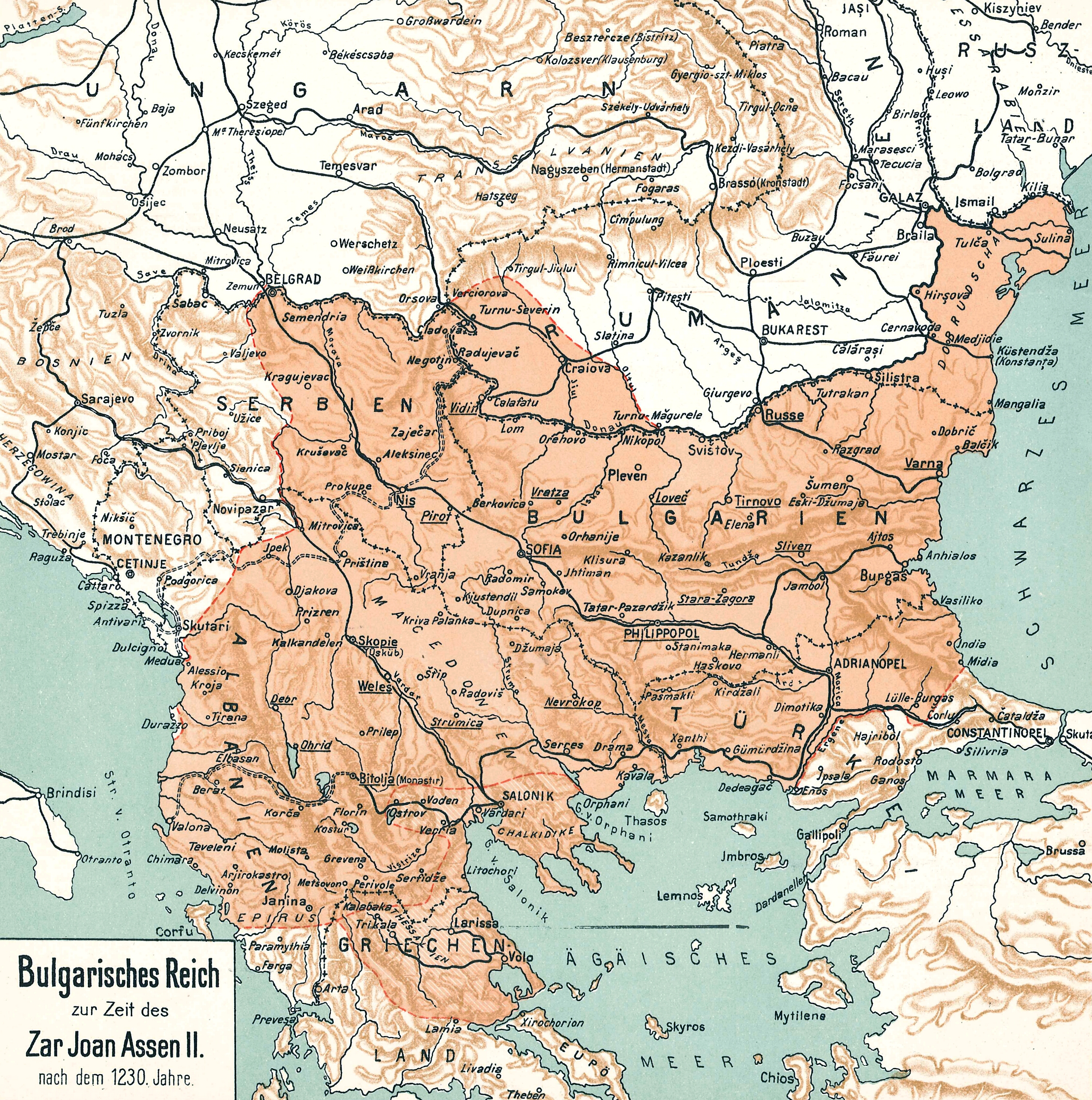
Территория Болгарии в период управления Ивана Асена II
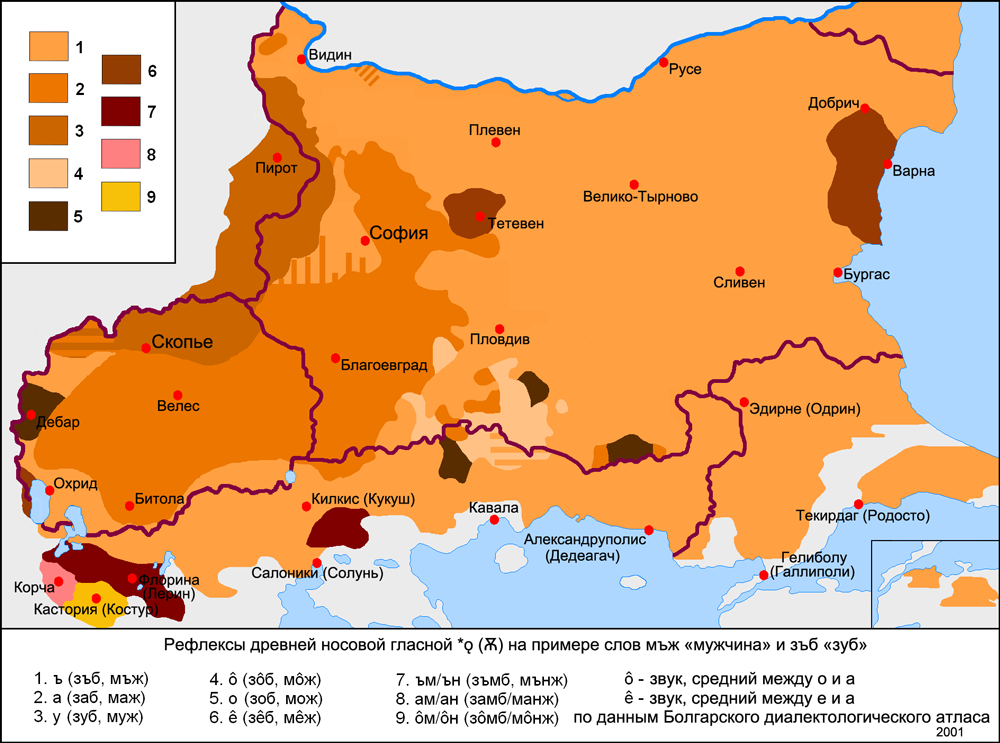
Распространение болгарских диалектов
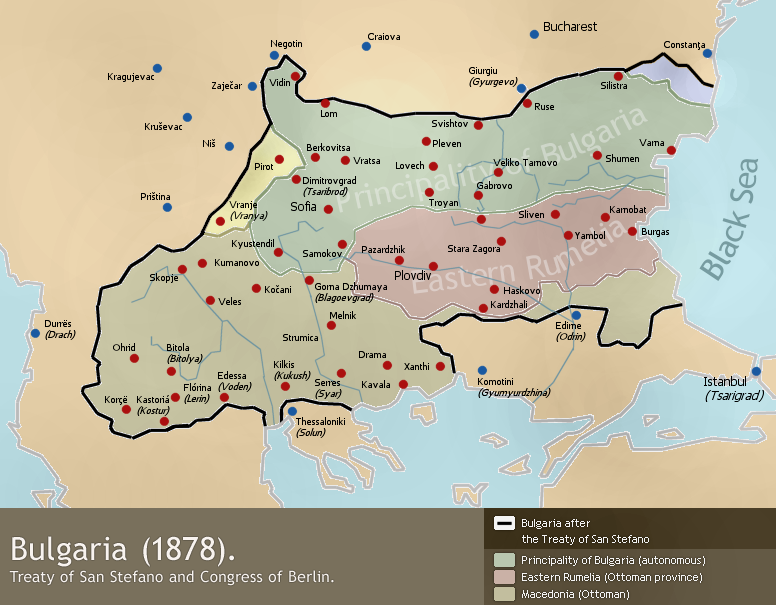
Границы Болгарии согласно Сан-Стефанскому договору
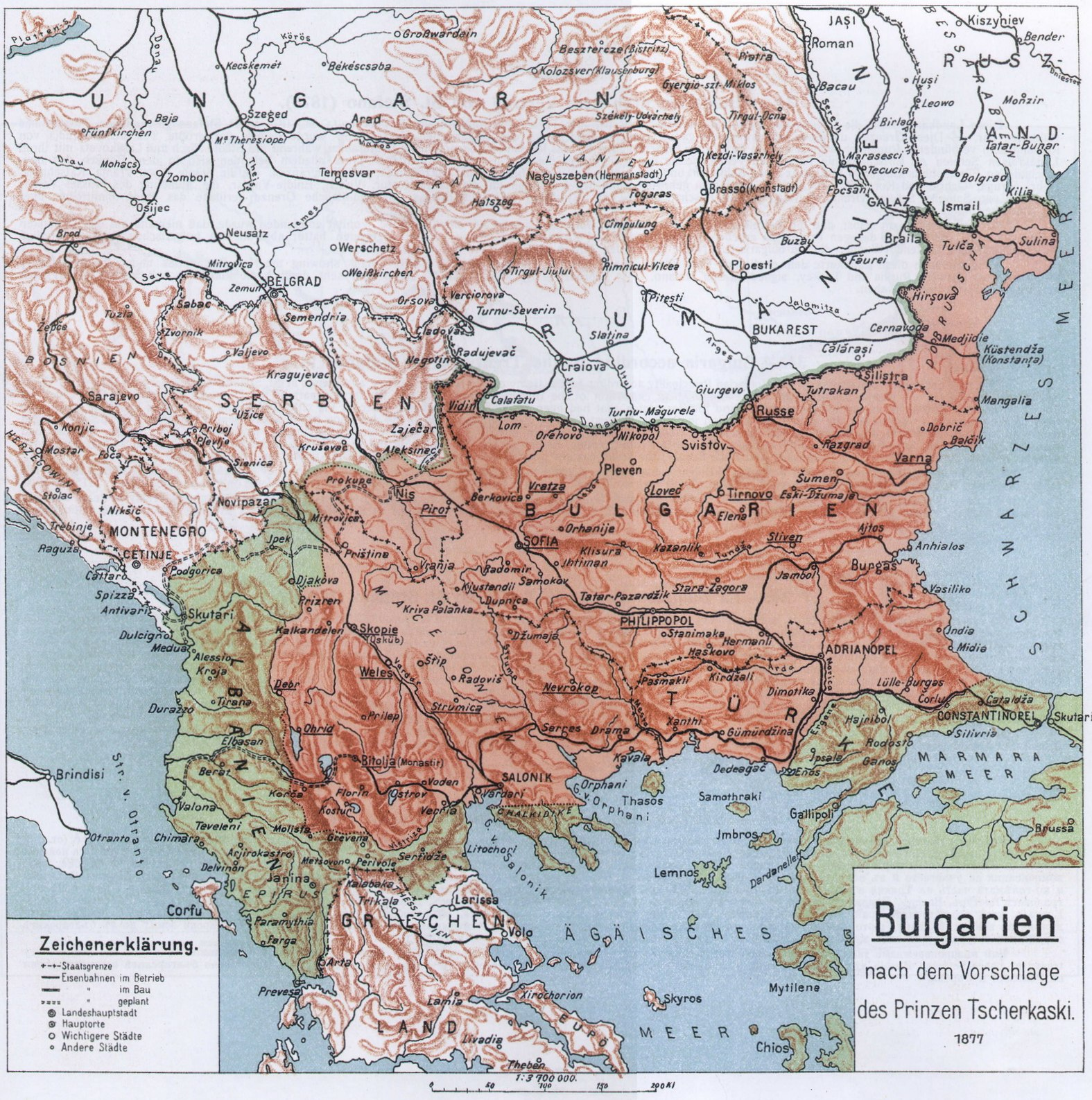
Карта Болгарии по проекту князя В. А. Черкасского 1877 г.
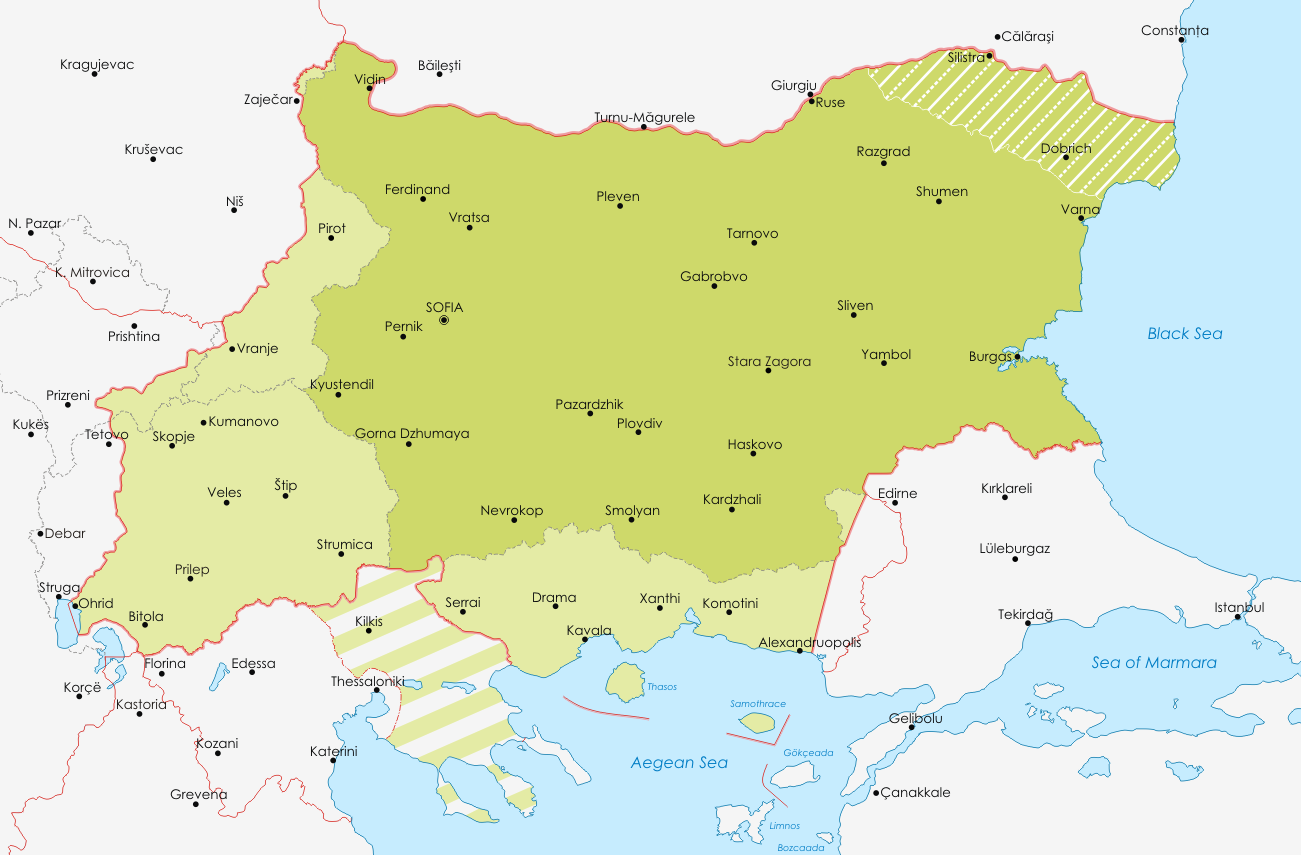
Болгария во время Второй мировой войны